# Hyuk
Han Sang-hyuk (em coreano: 한상혁; nascido em 5 de julho de 1995) mais conhecido como Hyuk (em coreano: 혁), é um cantor e ator sul-coreano assinado sob Jellyfish Entertainment. Ele é integrante e maknae do boy group sul-coreano VIXX.  Ele começou sua carreira de ator em 2016 no filme de comédia-ação "Chasing" como Han Won-tae.

## Início da vida
Hyuk nasceu e cresceu em Daejeon, Coréia do Sul. Sua família consiste em si mesmo, seus pais e uma irmã mais velha. Ele estudou música prática na Hanlim Multi Art School e K-Pop performance major no Dong-Ah Institute of Media and Arts.

## Carreira

### 2012-2014: Debut com VIXX e programas de variedades
Hyuk foi um dos dez trainees que participaram do reality show MyDOL da Mnet e foi escolhido para fazer parte da formação final e com os outros 6 membros escolhidos, finalmente debutaram com Super Hero  em 24 de maio de 2012,  no M! Countdown. 
Em 2013, Hyuk apareceu no episódio 4 do drama de televisão The Heirs da SBS ao lado de seus membros do grupo.
Em 2014, Hyuk apareceu numa breve aparição no drama da televisão "Glorious Day" da SBS ao lado de Leo e foi um membro do elenco na "Law of the Jungle in Brazil".  Ele também foi um membro do elenco do "Hitmaker" da MBC Every 1, no qual ele se tornou um membro e líder do primeiro projeto de grupo do Jung Hyung Don e Defconn chamada "Big Byung" ao lado do seu companheiro de grupo N, Jackson do GOT7 e Sungjae do BTOB.  Passando pelo nome artístico Hyuk-di, Hyuk e o grupo criaram dois singles: "Stress Come On" e "Ojingeo Doenjang". 
Em 21 de outubro de 2015, Hyuk fez um cover solo da música "Call You Mine" do cantor Jeff Bernat e foi carregada exclusivamente para o canal oficial do VIXX no youtube, e a música foi realizada anteriormente durante os shows do "VIXX Live Fantasia — Utopia". 

### 2015-presente: Debut nos cinemas e composição
Em 2015, confirmou-se que Hyuk fará sua estréia no próximo filme de comédia-ação de 2016 "Chasing" como Han Won-tae, juntamente com os atores Kim Jung-tae e Kim Seung-woo com o diretor Oh In Cheon, no filme, o personagem de Hyuk, Han Won-tae, é um líder rebelde de uma rebelião destemida de estudantes do ensino médio. O filme foi lançado nos cinemas da Coréia do Sul em 7 de janeiro de 2016. Por seu trabalho em Chasing, Hyuk ganhou o prêmio de "Best Action Movie New Performer Award" no Shanghai International Film Festival em 2016. 
Em 13 de fevereiro de 2016, como um presente para o Valentine’s Day (dia dos namorados) para os fãs, Hyuk lançou um cover de "Love Yourself" de Justin Bieber, que foi carregado exclusivamente para o canal oficial do VIXX no youtube.  No final de 2016, Hyuk contribuiu para as letras da música do VIXX "Milky Way" de seu álbum especial "VIXX 2016 Conception Ker". 
Em 25 de janeiro de 2017, Hyuk lançou sua primeira música auto-composta como presente para os fãs para o Lunar New Year com o título "Hug" em seu SoundCloud oficial e no canal oficial do VIXX no youtube. 

## Discografia

### Singles
| Título                                                                                         | Ano          | Melhores posições nas paradas | Vendas       | Álbum             |
| Título                                                                                         | Ano          | KOR Gaon                      | Vendas       | Álbum             |
| Colaborações                                                                                   | Colaborações | Colaborações                  | Colaborações | Colaborações      |
| ---------------------------------------------------------------------------------------------- | ------------ | ----------------------------- | ------------ | ----------------- |
| "Stress Come On" (com N, Jackson e Sungjae como Big Byung)                                     | 2014         | —                             | —            | Non-album singles |
| "Ojingeo Doenjang" (오징어 된장) (com N, Jackson e Sungjae como Big Byung))                    | 2015         | —                             | —            | Non-album singles |
| "—" Indica lançamentos que não apresentaram nos gráficos ou não foram divulgados nessa região. |              |                               |              |                   |

### Outras gravações
| Ano  | Canção           | Nota                         |
| ---- | ---------------- | ---------------------------- |
| 2015 | "Call You Mine"  | Jeff Bernat cover            |
| 2016 | "Love Yourself"  | Justin Bieber cover          |
| 2017 | "Hug" (안아줄게) | Letras e composição por Hyuk |

### Créditos de composição
| Ano  | Canção      | Álbum                    | Artista | Função      |
| ---- | ----------- | ------------------------ | ------- | ----------- |
| 2016 | "Milky Way" | VIXX 2016 Conception Ker | VIXX    | Co-letrista |

## Filmografia

### Filme
| Ano  | Título  | Função      | Notas           |
| ---- | ------- | ----------- | --------------- |
| 2016 | Chasing | Han Won-tae | Papel principal |

### Televisão
| Ano  | Título                      | Rede        | Notas                                |
| ---- | --------------------------- | ----------- | ------------------------------------ |
| 2014 | Hitmaker                    | MBC Every 1 | Membro do elenco como Hyuk Di        |
| 2014 | Law of the Jungle in Brazil | SBS         | Membro do elenco (Episódios 112-116) |
| 2015 | Hitmaker Season 2           | MBC Every 1 | Membro do elenco como Hyuk Di        |

## Prêmios e indicações
| Ano  | Prêmio                               | Categoria                       | Trabalho indicado | Resultado |
| ---- | ------------------------------------ | ------------------------------- | ----------------- | --------- |
| 2016 | Shanghai International Film Festival | Best Action Movie New Performer | Chasing           | Venceu    |